# 2004 في البرتغال
فيما يلي قوائم الأحداث التي وقعت خلال عام 2004 في البرتغال.

## سياسة

### انتهاء فترة المنصب
- 17 يوليو – دوراو باروسو رئيس وزراء البرتغال.

## رياضة
- 4 يوليو – بطولة أمم أوروبا لكرة القدم 2004 الفائز منتخب اليونان لكرة القدم.

### يوليو
- 2 يوليو – صوفيا دي ميللو (مواليد 1919)
- 14 يوليو – جيرمانو دي فيكريدو (مواليد 1932) لاعب كرة قدم برتغالي.